# پورت ایدز (لوئیزیانا)
پورت ایدز (به انگلیسی: Port Eads) یک منطقهٔ مسکونی در ایالات متحده آمریکا است که در لوئیزیانا واقع شده‌است.